# دهستان شاندرمن
شاندرمن نام شهری در بخش شاندرمن شهرستان ماسال استان گیلان در ایران است. زبان تالشی رایج در منطقه است. براساس سرشماری مرکز آمار ایران در سال ۱۳۸۵، جمعیت آن ۱۱۲۲۴ نفر (۲۷۴۵ خانوار) بوده‌است.